# Реакции ионного обмена
Реакция ионного обмена — реакция между сложными веществами в растворах, в результате которых реагирующие вещества обмениваются составными частями. Название получили из-за того, что происходит обмен ионами.

## Электролиты
Химические реакции в растворах электролитов (кислот, оснований и солей) осуществляются только при образовании малодиссоциирующих веществ (вода, слабая кислота, гидроксид аммония), осадка или газа, например, взаимодействие азотной кислоты с гидроксидом калия: {\displaystyle {\ce {HNO3 + KOH = KNO3 + H2 O ( 1 )}}}.

## Изображение реакций ионного обмена
Реакцию обмена в растворе можно выразить тремя видами уравнений: молекулярным, полным ионным и сокращённым ионным. В ионном уравнении слабые электролиты, газы и малорастворимые вещества изображают молекулярными формулами.
1. Запишем уравнение реакции в молекулярной форме:
{\displaystyle {\ce {FeCl3 + 3NaOH -> Fe(OH)3 v + 3NaCl}}}
2. Перепишем это уравнение, изобразив хорошо диссоциирующие вещества в виде ионов:
{\displaystyle {\ce {Fe^3+ + 3Cl^- + 3Na^+ + 3OH^- -> Fe(OH)3 v + 3Na^+ + 3Cl^-}}}
Это ионное уравнение реакции.
3.  Исключим из обеих частей ионного уравнения одинаковые ионы, т.е. ионы, не участвующие в реакции, и запишем уравнение реакции в окончательном виде:
{\displaystyle {\ce {Fe^3+ + 3OH^- -> Fe(OH)3 v}}}
Это сокращенное ионное уравнение реакции. Как видно из этого уравнения, сущность реакции сводится к взаимодействию ионов Fe3+ и OH-, в результате чего образуется осадок Fe(OH)3. При этом вовсе не имеет значения, в состав каких электролитов входили эти ионы до их взаимодействия.

## Правила написания реакций ионного обмена
1. При написании ионных уравнений следует обязательно руководствоваться таблицей растворимости кислот, оснований и солей в воде, то есть обязательно проверять растворимость реагентов и продуктов, отмечая это в уравнениях[3].
2. Следует иметь в виду, что реакции двойного обмена между солями с образованием осадков протекают во всех тех случаях, когда растворимость реагентов выше, чем растворимость одного из продуктов.
3. Для получения малорастворимого вещества всегда надо выбирать хорошо растворимые реагенты и использовать достаточно концентрированные растворы.